# Département de Yerba Buena
Le département de Yerba Buena est une des 17 subdivisions de la province de Tucumán, en Argentine. Son chef-lieu est la ville de Yerba Buena.
Le département a une superficie de 160 km2. Sa population s'élevait à 63 707 habitants, suivant le recensement de 2001 (source : INDEC). Elle comptait 64 661 habitants en 2005 (INDEC), et 75 076 en 2010.

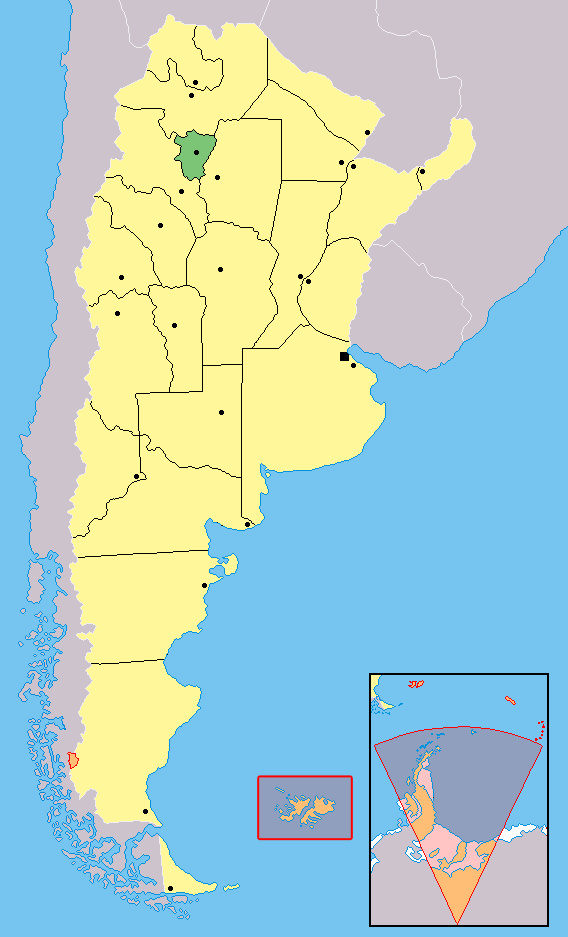
Localisation de la province de Tucumán en Argentine.